# George Topîrceanu
George Topîrceanu (Bukarest, 1886. március 20. – Jászvásár, 1937. május 7.) román költő és publicista.

## Élete
Szülei Nagyszeben környékéről származtak, apja szűcs, anyja szőnyegszövő volt. A középiskolát a bukaresti Matei Basarab és Sfântul Sava líceumokban végezte, majd 1906-ban beiratkozott az egyetem jogi karára. Utóbb a bölcsészkarra váltott, de nem fejezte be egyiket sem. Közben állandó munkatársa lett a Revista ilustrată, Tribuna és a Revista noastră lapoknak. A Viața literară is közölte verseit. 1909-1910 között kapcsolatba lépett a Viața românească című folyóirattal, majd 1911-ben Jászvásárra költözött a lap belső munkatársaként. 1912-ben részt vett a balkáni háború bulgáriai hadjáratában. 1915-ben Bukarestben élt, megpróbálta folytatni egyetemi tanulmányait, közben versei a Flacăra-ban jelentek meg. 1916-ban ismét behívták katonának és Tutrakannál fogságba esett, ahonnan csak 1918-ban tért vissza.
1919-ben Jászvásáron telepedett le, az Însemnări literare szerkesztőjeként. 1926-ban megkapta a nemzeti költészeti díjat. 1928-ban kinevezték a moldvai színházak felügyelőjévé. 1936. május 26-án Mihail Sadoveanu javaslatára a Román Akadémia levelező taggá választotta. Ugyanebben az évben az Însemnări ieșene-ben részletek jelentek meg a készülő Minunile Sf. Sisoe (Szent Sisoe csodatételei) című szatirikus regényéből, amely azonban befejezetlenül maradt.

## Költészete
Költészetét az eszközök gazdagsága jellemzi: versei között egyaránt található szonett, terzina, hexameter, szabadvers és népies strófák. Nyelvezetét külvárosi zsargon, tájnyelv és szakszavak gazdagítják. Írásmódjának jellemző sajátossága a humor és szentimentalizmus keveréke; hangulatait a humor, önirónia és öngúny leple alá rejti. Saját bevallása szerint "a tiszta könnyeket tréfává" alakítja át. A verseinek vezérmotívuma a mindennapi élet apró drámái iránti rokonszenv, a védtelenek és megalázottak gondjainak átérzése. Minden, ami apró és jelentéktelen (a szegény csizmadia, a kis tücsök, növények) felkelti a költő gyengéd figyelmét.

## Kötetei
- Balade vesele (Vidám balladák), 1916
- Amintiri din luptele de la Turtucaia (Emlékek a tutrakani harcokból), 1918
- Strofe alese. Balade vesele și triste (Válogatott versek. Vidám és szomorú balladák), 1920
- În gheara lor… Amintiri din Bulgaria și schițe ușoare (A karmaikban… Bulgáriai emlékek és könnyed karcolatok), 1920
- Migdale amare (Keserű mandulák), 1928
- Scrisori fără adresă (Cím nélküli levelek), humoros és pesszimista próza, 1930
- Pirin-Planina, tragikus és komikus epizódok a fogságból, 1936

## Magyarul
- Őszi rapszódia; ford. Bajor Andor; IMSz KV Ifjúsági Kiadó, Bukarest, 1954
- Költemények; ford. Bajor Andor, bev. Sanda Radian; Ifjúsági, Bukarest, 1955 (Tanulók könyvtára)
- Egy kicsi tücsök balladája. Versek, paródiák; ford., bev. Bajor Andor; Irodalmi, Bukarest, 1961
- Vidám és szomorú balladák; versford. Bajor Andor, prózaford. Fodor Sándor, bev. Szilágyi Júlia; Ifjúsági, Bukarest, 1963 (Tanulók könyvtára)